# Programme Aurora
Pour les articles homonymes, voir Aurora.
Le programme Aurora de l'Agence spatiale européenne (ESA) est une série de missions spatiales ayant pour but l'étude du système solaire et en particulier de la planète Mars.
Le but du programme Aurora est de participer à l'élaboration d'une mission habitée vers Mars dans les années 2030.

## Missions

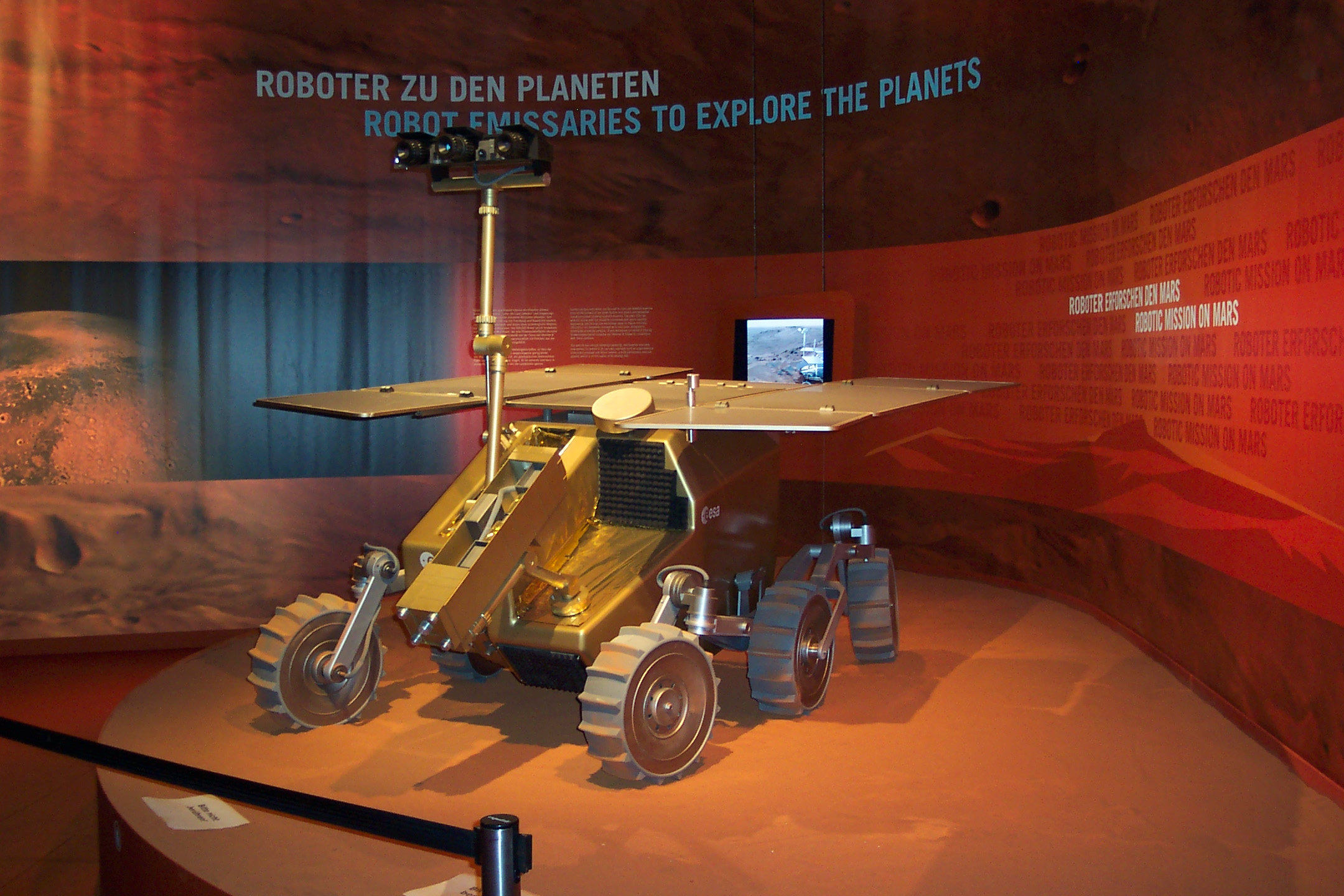
Rover ExoMars.

Voici quelques missions en cours d'études :
- ExoMars, une mission d'étude automatisée comprenant un orbiteur et un véhicule martien ;
- Mars Sample Return (MSR), une mission avec un retour d'échantillons martiens sur Terre.